# Cupa Campionilor Europeni 1981-1982
Cupa Campionilor Europeni în sezonul 1981-1982 a fost câștigată de Aston Villa, care a învins în finală formația Bayern München.

## Runda preliminară
| Echipa 1      | Scor gen. | Echipa 2      | Tur | Retur |
| ------------- | --------- | ------------- | --- | ----- |
| Saint-Étienne | 1–3       | Dinamo Berlin | 1–1 | 0–2   |

### Prima manșă
| Saint-Étienne | 1–1     | Dinamo Berlin    |
| ------------- | ------- | ---------------- |
| Lopez 75'     | Detalii | Lopez 25' (o.g.) |

### A doua manșă
| Dinamo Berlin         | 2–0     | Saint-Étienne |
| --------------------- | ------- | ------------- |
| Netz 39' Riediger 83' | Detalii |               |

Dinamo Berlin s-a calificat cu scorul general de 3–1 

## Prima rundă
| Echipa 1              | Scor gen. | Echipa 2             | Tur | Retur |
| --------------------- | --------- | -------------------- | --- | ----- |
| Austria Viena         | 3–2       | Partizani Tirana     | 3–1 | 0–1   |
| Dinamo Kiev           | 2–1       | Trabzonspor          | 1–0 | 1–1   |
| Dinamo Berlin         | 3–3 (a)   | Zürich               | 2–0 | 1–3   |
| Aston Villa           | 7–0       | Valur                | 5–0 | 2–0   |
| Widzew Łódź           | 2–6       | Anderlecht           | 1–4 | 1–2   |
| Celtic                | 1–2       | Juventus             | 1–0 | 0–2   |
| Ferencváros           | 3–5       | Baník Ostrava        | 3–2 | 0–3   |
| Hibernians            | 2–10      | Steaua Roșie Belgrad | 1–2 | 1–8   |
| Start                 | 1–4       | AZ                   | 1–3 | 0–1   |
| OPS                   | 0–8       | Liverpool            | 0–1 | 0–7   |
| ȚSKA Sofia            | 1–0       | Real Sociedad        | 1–0 | 0–0   |
| Progrès Niedercorn    | 1–5       | Glentoran            | 1–1 | 0–4   |
| KB                    | 3–3 (a)   | Athlone Town         | 1–1 | 2–2   |
| Universitatea Craiova | 3–2       | Olympiacos           | 3–0 | 0–2   |
| Benfica               | 4–0       | Omonia               | 3–0 | 1–0   |
| Öster                 | 0–6       | Bayern München       | 0–1 | 0–5   |

### Prima manșă
| Austria Viena                                    | 3–1     | Partizani Tirana |
| ------------------------------------------------ | ------- | ---------------- |
| Steinkogler 26' Gasselich 27' (pen.), 62' (pen.) | Detalii | Tomori 21'       |

| Dinamo Kiev | 1–0     | Trabzonspor |
| ----------- | ------- | ----------- |
| Blokhin 74' | Detalii |             |

| Dinamo Berlin           | 2–0     | Zürich |
| ----------------------- | ------- | ------ |
| Schulz 53' Riediger 59' | Detalii |        |

| Aston Villa                               | 5–0     | Valur |
| ----------------------------------------- | ------- | ----- |
| Morley 6' Withe 37', 68' Donovan 40', 69' | Detalii |       |

| Widzew Łódź  | 1–4     | Anderlecht                                       |
| ------------ | ------- | ------------------------------------------------ |
| Smolarek 83' | Detalii | Lozano 37' (pen.), 62' Frimann 80' Pétursson 90' |

| Celtic      | 1–0     | Juventus |
| ----------- | ------- | -------- |
| MacLeod 65' | Detalii |          |

| Ferencváros                         | 3–2     | Baník Ostrava              |
| ----------------------------------- | ------- | -------------------------- |
| Pogany 22', 40' (pen.) Szokolai 47' | Detalii | Lička 76' Knapp 78' (pen.) |

| Hibernians        | 1–2     | Steaua Roșie Belgrad     |
| ----------------- | ------- | ------------------------ |
| Spiteri-Gonzi 38' | Detalii | Jurišić 72' Janković 90' |

| Start      | 1–3     | AZ                       |
| ---------- | ------- | ------------------------ |
| Haugen 79' | Detalii | Peters 16', 23' Kist 48' |

| OPS | 0–1     | Liverpool    |
| --- | ------- | ------------ |
|     | Detalii | Dalglish 84' |

| ȚSKA Sofia  | 1–0     | Real Sociedad |
| ----------- | ------- | ------------- |
| Yonchev 89' | Detalii |               |

| Progrès Niedercorn | 1–1     | Glentoran |
| ------------------ | ------- | --------- |
| Meunier 27'        | Detalii | Cleary 1' |

| KB       | 1–1     | Athlone Town |
| -------- | ------- | ------------ |
| Tune 10' | Detalii | O'Connor 4'  |

| Universitatea Craiova              | 3–0     | Olympiacos |
| ---------------------------------- | ------- | ---------- |
| Cârțu 6' Irimescu 66' Țicleanu 89' | Detalii |            |

| Benfica                                  | 3–0     | Omonia |
| ---------------------------------------- | ------- | ------ |
| Néné 54' Filipović 67' Carlos Manuel 81' | Detalii |        |

| Öster | 0–1     | Bayern München        |
| ----- | ------- | --------------------- |
|       | Detalii | Rummenigge 75' (pen.) |

### A doua manșă
| Partizani Tirana | 1–0     | Austria Viena |
| ---------------- | ------- | ------------- |
| Ballgjini 31'    | Detalii |               |

Austria Viena s-a calificat cu scorul general de 3–2.
| Trabzonspor | 1–1     | Dinamo Kiev  |
| ----------- | ------- | ------------ |
| Yüce 27'    | Detalii | Bezsonov 56' |

Dinamo Kiev s-a calificat cu scorul general de 2–1.
| Zürich                | 3–1     | Dinamo Berlin |
| --------------------- | ------- | ------------- |
| Jerković 2', 22', 87' | Detalii | Ullrich 47'   |

Dinamo Berlin 3–3 Zürich . Dinamo Berlin s-a calificat cu scorul general de datorită golului marcat în deplasare.
| Valur | 0–2     | Aston Villa   |
| ----- | ------- | ------------- |
|       | Detalii | Shaw 25', 70' |

Aston Villa s-a calificat cu scorul general de 7–0.
| Anderlecht           | 2–1     | Widzew Łódź  |
| -------------------- | ------- | ------------ |
| Brylle 6' Geurts 50' | Detalii | Smolarek 66' |

Anderlecht s-a calificat cu scorul general de 6–2.
| Juventus               | 2–0     | Celtic |
| ---------------------- | ------- | ------ |
| Virdis 28' Bettega 40' | Detalii |        |

Juventus s-a calificat cu scorul general de 2–1.
| Baník Ostrava                    | 3–0     | Ferencváros |
| -------------------------------- | ------- | ----------- |
| Šreiner 7' Knapp 14', 56' (pen.) | Detalii |             |

Baník Ostrava s-a calificat cu scorul general de 5–3.
| Steaua Roșie Belgrad                                                                 | 8–1     | Hibernians        |
| ------------------------------------------------------------------------------------ | ------- | ----------------- |
| Goračinov 1' Petrović 20', 41' Šestić 35' D. Savić 43', 58' (pen.) R. Savić 62', 87' | Detalii | Spiteri-Gonzi 69' |

Steaua Roșie Belgrad s-a calificat cu scorul general de 10–2.
| AZ      | 1–0     | Start |
| ------- | ------- | ----- |
| Tol 86' | Detalii |       |

AZ s-a calificat cu scorul general de 4–1.
| Liverpool                                                                        | 7–0     | OPS |
| -------------------------------------------------------------------------------- | ------- | --- |
| Dalglish 26' McDermott 40' 75' R. Kennedy 46' Johnson 60' Rush 67' Lawrenson 72' | Detalii |     |

Liverpool s-a calificat cu scorul general de 8–0.
| Real Sociedad | 0–0     | ȚSKA Sofia |
| ------------- | ------- | ---------- |
|               | Detalii |            |

ȚSKA Sofia s-a calificat cu scorul general de 1–0.
| Glentoran                                  | 4–0     | Progrès Niedercorn |
| ------------------------------------------ | ------- | ------------------ |
| Blackledge 30', 76' Jameson 53' Manley 75' | Detalii |                    |

Glentoran s-a calificat cu scorul general de 5–1.
| Athlone Town   | 2–2     | KB                      |
| -------------- | ------- | ----------------------- |
| Davis 73', 87' | Detalii | Larsen 15' Andersen 53' |

KB 3–3 Athlone Town . KB s-a calificat cu scorul general de datorită golului marcat în deplasare.
| Olympiacos                       | 2–0     | Universitatea Craiova |
| -------------------------------- | ------- | --------------------- |
| Mitropoulos 36' Anastopoulos 60' | Detalii |                       |

Universitatea Craiova s-a calificat cu scorul general de 3–2.
| Omonia | 0–1     | Benfica     |
| ------ | ------- | ----------- |
|        | Detalii | Chalana 75' |

Benfica s-a calificat cu scorul general de 4–0.
| Bayern München                                      | 5–0     | Öster |
| --------------------------------------------------- | ------- | ----- |
| Hoeneß 24', 58' Rummenigge 27', 68' Niedermayer 31' | Detalii |       |

Bayern München s-a calificat cu scorul general de 6–0.

## A doua rundă
| Echipa 1      | Scor gen. | Echipa 2              | Tur | Retur |
| ------------- | --------- | --------------------- | --- | ----- |
| Austria Viena | 1–2       | Dinamo Kiev           | 0–1 | 1–1   |
| Dinamo Berlin | 2–2 (a)   | Aston Villa           | 1–2 | 1–0   |
| Anderlecht    | 4–2       | Juventus              | 3–1 | 1–1   |
| Baník Ostrava | 3–4       | Steaua Roșie Belgrad  | 3–1 | 0–3   |
| AZ            | 4–5       | Liverpool             | 2–2 | 2–3   |
| ȚSKA Sofia    | 3–2       | Glentoran             | 2–0 | 1–2   |
| KB            | 2–4       | Universitatea Craiova | 1–0 | 1–4   |
| Benfica       | 1–4       | Bayern München        | 0–0 | 1–4   |

### Prima manșă
| Austria Viena | 0–1     | Dinamo Kiev |
| ------------- | ------- | ----------- |
|               | Detalii | Bal 23'     |

| Dinamo Berlin | 1–2     | Aston Villa    |
| ------------- | ------- | -------------- |
| Riediger 50'  | Detalii | Morley 5', 85' |

| Anderlecht                     | 3–1     | Juventus       |
| ------------------------------ | ------- | -------------- |
| Geurts 24' 56' Vercauteren 88' | Detalii | Marocchino 39' |

| Baník Ostrava           | 3–1     | Steaua Roșie Belgrad |
| ----------------------- | ------- | -------------------- |
| Lička 2', 44' Knapp 88' | Detalii | Krmpotić 51'         |

| AZ               | 2–2     | Liverpool           |
| ---------------- | ------- | ------------------- |
| Kist 59' Tol 86' | Detalii | Johnson 26' Lee 49' |

| ȚSKA Sofia                      | 2–0     | Glentoran |
| ------------------------------- | ------- | --------- |
| Dimitrov 8' Zdravkov 35' (pen.) | Detalii |           |

| KB          | 1–0     | Universitatea Craiova |
| ----------- | ------- | --------------------- |
| Fosgaard 8' | Detalii |                       |

| Benfica | 0–0     | Bayern München |
| ------- | ------- | -------------- |
|         | Detalii |                |

### A doua manșă
| Dinamo Kiev       | 1–1     | Austria Viena |
| ----------------- | ------- | ------------- |
| Buryak 37' (pen.) | Detalii | Petkov 23'    |

Dinamo Kiev s-a calificat cu scorul general de 2–1.
| Aston Villa | 0–1     | Dinamo Berlin |
| ----------- | ------- | ------------- |
|             | Detalii | Terletzki 15' |

Dinamo Berlin 2–2 Aston Villa . Aston Villa s-a calificat cu scorul general de datorită golului marcat în deplasare.
| Steaua Roșie Belgrad                | 3–0     | Baník Ostrava |
| ----------------------------------- | ------- | ------------- |
| Ǵurovski 16' Savić 50' Petrović 62' | Detalii |               |

Steaua Roșie Belgrad s-a calificat cu scorul general de 4–3.
| Juventus | 1–1     | Anderlecht |
| -------- | ------- | ---------- |
| Brio 79' | Detalii | Geurts 41' |

Anderlecht s-a calificat cu scorul general de 4–2.
| Liverpool                                | 3–2     | AZ                           |
| ---------------------------------------- | ------- | ---------------------------- |
| McDermott 42' (pen.) Rush 68' Hansen 85' | Detalii | Kist 55' Thompson 73' (o.g.) |

Liverpool s-a calificat cu scorul general de 5–4.
| Glentoran             | 2 – 1 a.e.t. | ȚSKA Sofia    |
| --------------------- | ------------ | ------------- |
| Cleary 67' Manley 71' | Detalii      | Dimitrov 115' |

ȚSKA Sofias-a calificat cu scorul general de 3–2.
| Universitatea Craiova                          | 4–1     | KB           |
| ---------------------------------------------- | ------- | ------------ |
| Crișan 8' Balaci 25' Beldeanu 54' Cămătaru 72' | Detalii | Andersen 74' |

Universitatea Craiova s-a calificat cu scorul general de 4–2.
| Bayern München                    | 4–1     | Benfica         |
| --------------------------------- | ------- | --------------- |
| Hoeneß 28', 36', 55' Breitner 82' | Detalii | Nené 63' (pen.) |

Bayern München s-a calificat cu scorul general de 4–1.

## Sferturi
| Echipa 1              | Scor gen. | Echipa 2             | Tur | Retur |
| --------------------- | --------- | -------------------- | --- | ----- |
| Dinamo Kiev           | 0–2       | Aston Villa          | 0–0 | 0–2   |
| Anderlecht            | 4–2       | Steaua Roșie Belgrad | 2–1 | 2–1   |
| Liverpool             | 1–2       | ȚSKA Sofia           | 1–0 | 0–2   |
| Universitatea Craiova | 1–3       | Bayern München       | 0–2 | 1–1   |

### Prima manșă
| Dinamo Kiev | 0–0     | Aston Villa |
| ----------- | ------- | ----------- |
|             | Detalii |             |

| Anderlecht            | 2–1     | Steaua Roșie Belgrad |
| --------------------- | ------- | -------------------- |
| Geurts 27' Lozano 63' | Detalii | Ǵurovski 52'         |

| Liverpool  | 1–0     | ȚSKA Sofia |
| ---------- | ------- | ---------- |
| Whelan 65' | Detalii |            |

| Universitatea Craiova | 0–2     | Bayern München             |
| --------------------- | ------- | -------------------------- |
|                       | Detalii | Breitner 7' Rummenigge 20' |

### A doua manșă
| Aston Villa          | 2–0     | Dinamo Kiev |
| -------------------- | ------- | ----------- |
| Shaw 7' McNaught 43' | Detalii |             |

Aston Villa s-a calificat cu scorul general de 2–0.
| Steaua Roșie Belgrad | 1–2     | Anderlecht                  |
| -------------------- | ------- | --------------------------- |
| Savić 45' (pen)      | Detalii | Hofkens 33' Vercauteren 60' |

Anderlecht s-a calificat cu scorul general de 4–2.
| ȚSKA Sofia         | 2 – 0 a.e.t. | Liverpool |
| ------------------ | ------------ | --------- |
| Mladenov 77', 101' | Detalii      |           |

ȚSKA Sofias-a calificat cu scorul general de 2–1.
| Bayern München | 1–1     | Universitatea Craiova |
| -------------- | ------- | --------------------- |
| D. Hoeneß 21'  | Detalii | Geolgău 30'           |

Bayern München s-a calificat cu scorul general de 3–1.

## SemiFinalae
| Echipa 1    | Scor gen. | Echipa 2       | Tur | Retur |
| ----------- | --------- | -------------- | --- | ----- |
| Aston Villa | 1–0       | Anderlecht     | 1–0 | 0–0   |
| ȚSKA Sofia  | 4–7       | Bayern München | 4–3 | 0–4   |

### Prima manșă
| Aston Villa | 1–0     | Anderlecht |
| ----------- | ------- | ---------- |
| Morley 27'  | Detalii |            |

| ȚSKA Sofia                                        | 4–3     | Bayern München                            |
| ------------------------------------------------- | ------- | ----------------------------------------- |
| G. Dimitrov 7' Yonchev 13' 49' Zdravkov 18' (pen) | Detalii | Dürnberger 27' D. Hoeneß 32' Breitner 82' |

### A doua manșă
| Bayern München                               | 4–0     | ȚSKA Sofia |
| -------------------------------------------- | ------- | ---------- |
| Breitner 43', 47' (pen.) Rummenigge 65', 76' | Detalii |            |

Bayern München s-a calificat cu scorul general de 7–4.
| Anderlecht | 0–0     | Aston Villa |
| ---------- | ------- | ----------- |
|            | Detalii |             |

Aston Villa s-a calificat cu scorul general de 1–0.

## Finala
| Aston Villa | 1–0                 | Bayern München |
| ----------- | ------------------- | -------------- |
| Withe 67'   | Detalii MatchCentre |                |

## Golgheteri
Golgheterii sezonului de Cupa Campionilor Europeni 1981–82 sunt:
| Loc | Nume                  | Echipă               | Goluri |
| --- | --------------------- | -------------------- | ------ |
| 1   | Dieter Hoeneß         | Bayern München       | 7      |
| 2   | Karl-Heinz Rummenigge | Bayern München       | 6      |
| 3   | Paul Breitner         | Bayern München       | 5      |
| 3   | Willy Geurts          | Anderlecht           | 5      |
| 5   | Lubomir Knapp         | Baník Ostrava        | 4      |
| 5   | Tony Morley           | Aston Villa          | 4      |
| 5   | Dušan Savić           | Steaua Roșie Belgrad | 4      |
| 8   | Jurica Jerković       | Zürich               | 3      |
| 8   | Kees Kist             | AZ                   | 3      |
| 8   | Verner Lička          | Baník Ostrava        | 3      |
| 8   | Juan Lozano           | Anderlecht           | 3      |
| 8   | Terry McDermott       | Liverpool            | 3      |
| 8   | Vladimir Petrović     | Steaua Roșie Belgrad | 3      |
| 8   | Gary Shaw             | Aston Villa          | 3      |
| 8   | Peter Withe           | Aston Villa          | 3      |
| 8   | Tsvetan Yonchev       | ȚSKA Sofia           | 3      |